# Diaboliquement vôtre
Diaboliquement vôtre (br: Diabolicamente Tua) é um filme ítalo-franco-alemão, de 1967, dos gêneros drama, policial e suspense, dirigido por Julien Duvivier, roteirizado por Roland Girard (baseado no livro Maladie de la persécution, de Louis C. Thomas) e musicado por François de Roubaix.

## Sinopse
Após acidente automobilístico, homem acorda desmemoriado e fica sob os cuidados de sua bela esposa, um médico amigo e seu mordomo. 

## Elenco
- Alain Delon ....... Pierre Lagrange/Georges Campo
- Senta Berger ....... Christiane
- Sergio Fantoni ....... Freddie
- Peter Mosbacher ....... Kim
- Claude Piéplu ....... o decorador
- Albert Augier
- Renate Birgo ....... a enfermeira
- Georges Montant